# Cecropia radlkoferana
Cecropia radlkoferana är en nässelväxtart som beskrevs av Alad. Richt.. Cecropia radlkoferana ingår i släktet Cecropia och familjen nässelväxter. Inga underarter finns listade i Catalogue of Life.